# Бронгалівська сільська рада
Бронгалі́вська сільська́ ра́да — адміністративно-територіальна одиниця та орган місцевого самоврядування в Підгаєцькому районі Тернопільської області. Адміністративний центр — село Бронгалівка.

## Загальні відомості
- Територія ради: 19,33 км²
- Населення ради: 441 особа (станом на 2001 рік)

## Історія
с. Бронгалівка.

## Населені пункти
Сільській раді були підпорядковані населені пункти:
- с. Бронгалівка
- с. Вага
- с. Михайлівка

## Населення
За переписом населення України 2001 року в сільській раді мешкала 441 особа. 100 % населення вказало своєю рідною мовою українську мову.

## Склад ради
Рада складалася з 12 депутатів та голови.
- Голова ради: Пона Іван Степанович

### Керівний склад попередніх скликань
| Прізвище, ім'я, по батькові | Основні відомості                                                                              | Дата обрання | Дата звільнення |
| --------------------------- | ---------------------------------------------------------------------------------------------- | ------------ | --------------- |
| Пона Іван Степанович        | Сільський голова, 1958 року народження, освіта середня спеціальна, член Народного Руху України | 26.03.2006   | 31.10.2010      |
| Пона Іван Степанович        | Сільський голова, 1958 року народження, освіта середня спеціальна, безпартійний                | 31.10.2010   |                 |

Примітка: таблиця складена за даними сайту Верховної Ради України

### Депутати
За результатами місцевих виборів 2010 року депутатами ради стали:

#### За суб'єктами висування
| Суб'єкт висування | Кількість обраних депутатів | %   |
| ----------------- | --------------------------- | --- |
| Самовисування     | 12                          | 100 |

#### За округами
| № округу | Прізвище, ім'я, по батькові    | Дата визнання обраним | Освіта             | Партійна приналежність | Відомості про обраного депутата             |
| -------- | ------------------------------ | --------------------- | ------------------ | ---------------------- | ------------------------------------------- |
| 1        | Купецька Раїса Остапівна       | 01.11.2010            | середня            | позапартійна           | тимчасово не працює                         |
| 2        | Якименко Марія Корнеліївна     | 01.11.2010            | середня            | позапартійна           | тимчасово не працює                         |
| 3        | Подвірна Любомира Степанівна   | 01.11.2010            | середня спеціальна | позапартійна           | Бронгалівська сільська рада, секретар       |
| 4        | Медюх Андрій Зеновійович       | 01.11.2010            | середня спеціальна | позапартійний          | Білокриницька з/о школа І-ІІ ступ., вчитель |
| 5        | Гель Надія Володимирівна       | 01.11.2010            | середня спеціальна | позапартійна           | Бронгалівський ФП, завідувачка ФП           |
| 6        | Процик Ігор Васильович         | 01.11.2010            | середня            | позапартійний          | студент                                     |
| 7        | Тхорик Іван Васильович         | 05.08.2013            | середня            | позапартійний          | тимчасово не працює                         |
| 8        | Врублевич Андрій Володимирович | 01.11.2010            | середня            | позапартійний          | тимчасово не працює                         |
| 9        | Голояд Костянтин Ігорович      | 01.11.2010            | середня спеціальна | позапартійний          | студент                                     |
| 10       | Лисак Андрій Миколайович       | 01.11.2010            | середня            | позапартійний          | тимчасово не працює                         |
| 11       | Лисак Петро Миколайович        | 01.11.2010            | середня            | позапартійний          | ТЗОВ «Мрія-Підгайці», тракторист            |
| 12       | Тисячний Михайло Михайлович    | 01.11.2010            | середня            | позапартійний          | тимчасово не працює                         |